# Markus Eder
Markus Eder (Brunico, 30 novembre 1990) è uno sciatore freestyle italiano.

## Biografia
Nato a Brunico, in Alto Adige, nel 1990, inizia a praticare sci alpino dall'età di 4 anni, passando poi a 14 anni al freestyle.
A 23 anni partecipa ai Giochi olimpici di Soči 2014, nella gara di slopestyle, chiudendo le qualificazioni al 15º posto, con 79 punti, non riuscendo ad entrare nei primi 12, che passavano in finale.
Nel 2018 fu protagonista, assieme al bavarese Benedikt "Bene" Mayr, di una discesa acrobatica organizzata da Red Bull al Passo dello Stelvio. Il tracciato, realizzato appositamente per l'evento, aveva come partenza il tetto del rifugio situato in corrispondenza della Cima Garibaldi  si snodava lungo un percorso di 555 metri di dislivello che, intersecando più volte i tornanti della strada che porta verso Trafoi, prevedeva una serie di salti ed evoluzioni.
Fin dall'età di 20 anni si dedica principalmente al freeride, partecipando al circuito del Freeride World Tour.
Nel 2019 se ne aggiudica la prima posizione assoluta, portando inoltre importanti innovazioni per il mondo del free ski. 
Il suo talento e le sue spiccate abilità di freestyler gli permettono di alzare il livello di difficoltà e spettacolarità delle evoluzioni, in gergo 'tricks', mostrate in queste competizioni.
Nel novembre 2021 compie una impegnativa discesa acrobatica dal nome "The Ultimate Run" dalle vette di Zermatt fino a valle. I media hanno qualificato questa discesa come la sua impresa più estrema.